# Fortschritt
Fortschritt (Fortschritt Landmaschinen, с нем. — «Прогресс») — восточногерманская марка тракторов, зерноуборочных комбайнов и другой сельскохозяйственной техники, производимая компанией VEB Fortschritt (входит в IFA) в городе Нойштадт.
Предприятие было создано объединением нескольких национализированных небольших производителей на рубеже 1940—1950 гг. и получило своё название в 1953 году. С 1970 года под этой маркой выпускалась также продукция пищевого машиностроения на предприятиях в Эрфурте, Дрездене, Галле и других городах. Укрупнение производственной системы продолжалось до 1978 года. В 1990 году производственное объединение Fortschritt было разделено на 53 общества с ограниченной ответственностью, головное предприятие в Нойштадте продолжило работу как Fortschritt Erntemaschinen GmbH и было поглощено американским концерном по производству сельскохозяйственных машин Case IH в 1997 году.

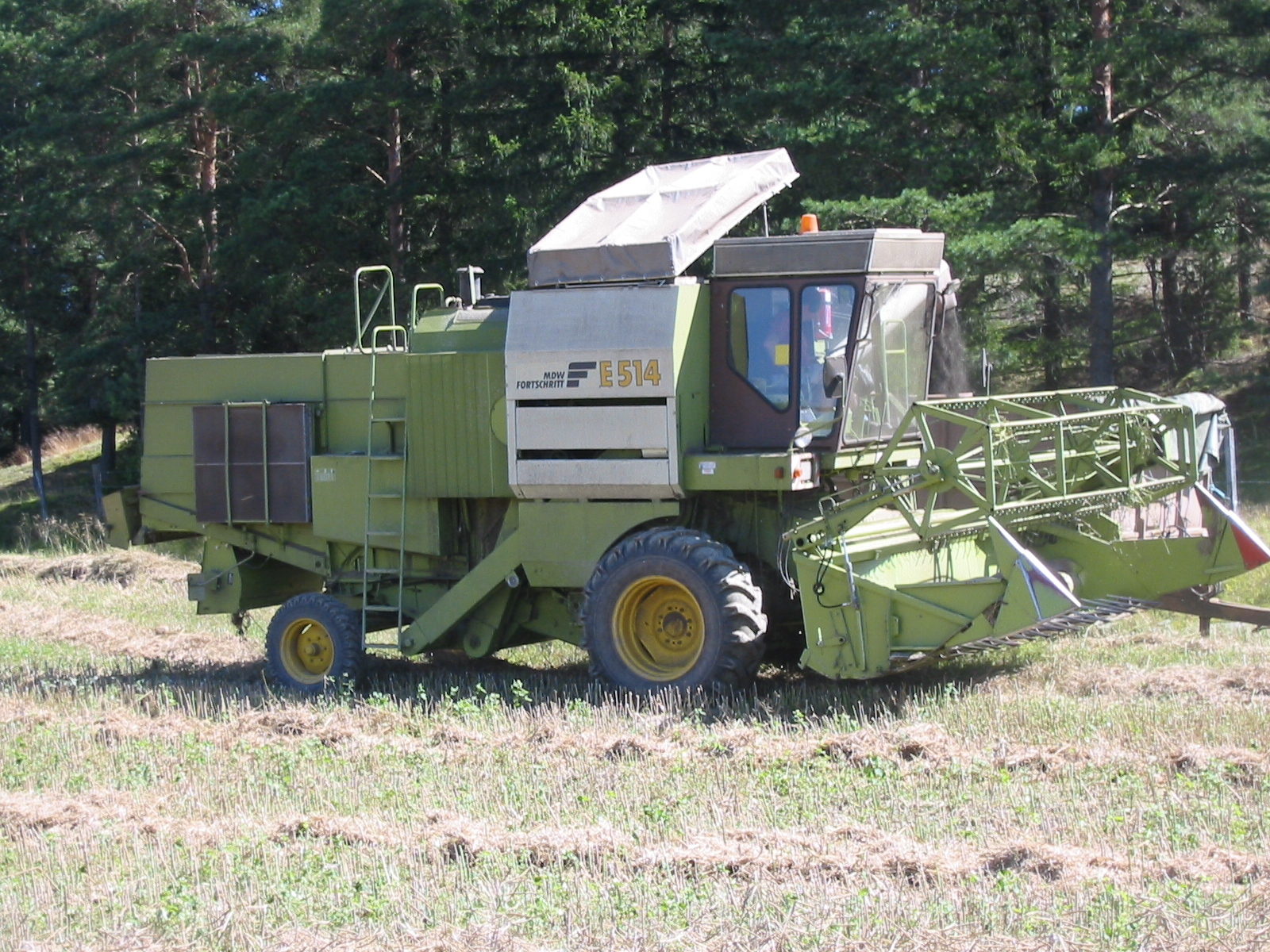
Зерноуборочный комбайн Fortschritt E 514